# Theatermuseum Berlin
Das Theatermuseum Berlin (eigentlich: Museum der Preußischen Staatstheater) war eine Institution, die in den Jahren von 1929 bis 1944 wichtige Hinterlassenschaften der Berliner Theatergeschichte beherbergte.

## Geschichte
1927 fand in Magdeburg die Deutsche Theaterausstellung statt. Bereits während der Ausstellung gab es Bestrebungen, das umfangreiche Material der Ausstellung dauerhaft der Öffentlichkeit zugänglich zu machen. Die Ausstellung gab letztlich den Anstoß zur Gründung des Theatermuseums Berlin. Mit dessen Vorbereitung wurde der frühere Schauspieler und Opernregisseur Georg Dröscher betraut, der seit 1923 das Archiv und die Bibliothek der Preußischen Staatstheater leitete.
Das Museum eröffnete im Mai 1929 auf dem ehemaligen Heuboden des kronprinzlichen Marstalls (einem Nebengelass des Kronprinzenpalais) in der Oberwallstraße, über der Theaterbibliothek. Für die Herrichtung der Räumlichkeiten stellte das preußische Finanzministerium 7000 Reichsmark zur Verfügung. Die Museumssammlung ging aus verschiedenen Sammlungen und Beständen des damaligen Preußischen Staatstheaters in Berlin hervor, zu dem das Schauspielhaus am Gendarmenmarkt und die Staatsoper Unter den Linden gehörten. Es erhielt auch die Sammlung des Schauspielers und Regisseurs Louis Schneider (1805–1878), eine der bedeutendsten privaten Sammlungen zur Geschichte des europäischen Theaters im 18. und frühen 19. Jahrhunderts, die die Generalintendanz der Königlichen Schauspiele 1863 auf Wunsch Wilhelms I. gekauft hatte.
Georg Dröscher oblag allein – ohne Hilfskräfte – die Betreuung der ständig wachsenden Sammlung wie auch der Besucher sowie die Öffentlichkeitsarbeit. Im Eröffnungsjahr empfing das Museum 1069 Besucher, im Jahr 1931 steigerte sich die Besucherzahl auf 3255. Bereits 1930 steuerte das neue Theatermuseum einen Beitrag zur großen Ausstellung „Altes Berlin“ in den Hallen am Funkturm bei. Als Förderverein wurde 1931 die Vereinigung von Freunden des Staatstheater-Museums gegründet, die nach einem Jahr 66 Mitglieder, im Jahr darauf 112 Mitglieder verzeichnete. 1937 wurde das Museum im Lynarschen West-Flügel des Berliner Schlosses untergebracht. Nachdem er bereits mehrfach um seine Ablösung gebeten hatte, übergab der mittlerweile fast 85-jährige Georg Dröscher die Museumsleitung zum 1. September 1939 an Rolf Badenhausen.
Im Jahre 1944 wurden die Bestände ausgelagert und landeten nach Ende des Krieges schließlich u. a. im Archiv der Deutschen Akademie der Künste. Ein Teilbestand der Sammlung war der (Teil-)Nachlass von August Wilhelm Iffland, den bis 2013 der Berliner Theaterwissenschaftler Hugo Fetting verwahrte und Anfang 2014 durch das Wiener Antiquariat Inlibris zum Verkauf anbieten ließ.

## Initiative Theatermuseum Berlin e.V.
Seit 2011 wirbt die Initiative Theatermuseum Berlin e. V. für die Schaffung eines neuen Theatermuseums in Berlin. Der Verein entstand durch eine Fusion der Vereine Freunde und Förderer zur Gründung eines TheaterMuseums in Berlin und Förderverein zum Erhalt historischer TheaterTechnik und -Architektur.